# Independencia (1826)
El Bergantín Independencia fue un buque de la Armada Argentina que sirvió durante la Guerra del Brasil.

## Historia
El mercante inglés Harmony fue comprado por la Armada Argentina el 14 de enero de 1826 como parte del rearme de la flota con vistas a la inminente guerra con el Imperio del Brasil, y se incorpora a la armada al mando del Capitán Guillermo Bathurst. Era el buque más grande de la escuadra pero también un barco "roncero", es decir, lento.
En abril de 1826 participa en el ataque a Montevideo contra las fragatas Emperatriz y Nitcheroy. Si bien se mete entre la fragata 25 de Mayo y la Nitcheroy lo que obstaculiza el fuego de la primera y la expone al cañoneo y mosquetería a corta distancia de la nave brasilera, muy superior en potencia de fuego, el comportamiento es heroico y mantienen un fuego parejo en eficacia. Después del combate, con las velas completamente cribadas, recibió por orden del Almirante Guillermo Brown las felicitaciones de la flota.
El 13 de mayo de 1826 entre tripulación y tropa (sin oficialidad) el Independencia embarcaba: 1 Primer Guardia, 1 Carpintero, 1 Condestable, 1 artilleros, 110 marineros, 16 grumetes, 1 sargento, 1 cabo, 1 pito, 1 tambor y 17 soldados, un total de 151 hombres, la mayor dotación después de la 25 de Mayo.
El 22 de julio de 1826 montaba seis cañones de a 12, diez de a 8 y seis de a 6, en total 22 piezas, de las cuales 6 en la cubierta baja y 16 en la superior, y 134 hombres.

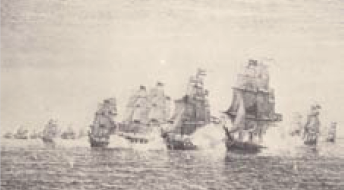
Combate de Quilmes.

En el Combate de Quilmes, el 29 de julio de 1826 Brown decide enfrentar con la fragata 25 de Mayo (buque insignia, comandado por Espora), la barca Congreso Nacional, los bergantines Independencia, República y Balcarce, las goletas Sarandí y Río de la Plata, la goleta hospital Pepa y ocho cañoneras, a la escuadra brasileña que avanzaba con diecinueve buques, con dos mil hombres y trescientos cañones, para fondear en las cercanías del canal exterior.
Iniciado el ataque, el buque insignia argentino es fuertemente castigado por los cañones de las baterías de la división imperial, mientras que el grueso de sus fuerzas no acompañan la acción.
Asignada a la flota destinada a cubrir Buenos Aires	de un posible ataque por parte de la División Bloqueo no participó de la victoriosa campaña contra la Tercera División Imperial que se había adentrado en el Río Uruguay que terminaría en la victoria de Juncal.

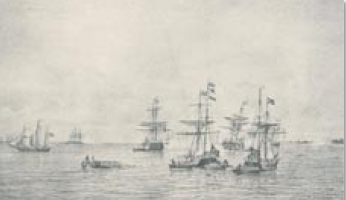
Combate de Monte Santiago.

El 7 y 8 de abril de 1827 participó al mando de Francisco Drummond en el duro Combate de Monte Santiago, donde la escuadra argentina sufrió grandes pérdidas. 
Su plana mayor comprendía al segundo comandante capitán Malcolm Shannon, teniente Roberto Ford, subtenientes Silvano Luce, Prudencio Murguiondo, Guillermo Athwell, Guillermo Anderson y el aspirante José Celestino Elordi, al oficial de mar habilitado Guillermo Hall, el contador Patricio Drury y el cirujano Santiago Phillips. El resto de la tripulación era de cerca de 110 hombres. 
Habiendo varado en el banco de Monte Santiago junto al Bergantín República, quedó expuesto sin más apoyo que el de la Goleta Sarandí, que siendo de menor calado no varó y permaneció como apoyo frente al ataque de la flota brasilera que, con dieciséis naves, era muy superior en número y potencia de fuego.
Como resultado del feroz ataque de la Fragata Paula, el Independencia perdió sus mástiles y debió aligerar arrojando por la borda 12 de sus cañones.
Tras 48 horas de combate, el Independencia había perdido a la mitad de sus hombres entre muertos y heridos, tenía ya sus cañones restantes prácticamente inutilizables y carecía de munición (había agotado sus 3000 tiros, carecía de pólvora y había utilizado incluso los eslabones del ancla como munición), por lo que Brown ordenó el 8 de abril a las 16.00 que evacuara y diera fuego al casco del buque, pero su tripulación se resistió a abandonar el navío. Drummond, herido el día anterior por un disparo que le voló una oreja, dejó al teniente Roberto Ford al mando y fue con el único bote aún disponible a buscar municiones en los otros buques, acompañado por su segundo Shannon, por temor a que a raíz de su herida perdiera el conocimiento. En el República apenas quedaba munición, por lo que siguió bajo fuego hasta la Sarandí, al mando de su amigo el capitán John Halsted Coe, pero apenas pisó la cubierta, el impacto directo de una bala de cañón de a 24 le acertó en el costado derecho, a la altura del fémur, hiriéndolo de muerte.
Dado el grado de destrucción y el número de bajas, se dio finalmente la orden de evacuar a los heridos y sobrevivientes e incendiar el navío. 
Incendiado el Independencia, finalmente debió también ser evacuado e incendiado el República. La Sarandí se retiró finalmente a puerto llevando a los sobrevivientes.